# Chrysometa guttata
Chrysometa guttata este o specie de păianjeni din genul Chrysometa, familia Tetragnathidae. A fost descrisă pentru prima dată de Keyserling, 1881. Conform Catalogue of Life specia Chrysometa guttata nu are subspecii cunoscute.